# Ron Stoppable
 Der er for få eller ingen kildehenvisninger i denne artikel, hvilket er et problem. Du kan hjælpe ved at angive troværdige kilder til de påstande, som fremføres i artiklen.

Ronald "Ron" Adrian Stoppable er en fiktiv figur. Han er den anden hovedrolle i animationsserien Kim Possible.
Ron er Kims bedste ven og følgesvend på opdagelserne rundt i verden. Ron var med i den første episode som blev sendt i Juni 2002, og har været en del af de faste figurer i hver episode siden. Ron er en meget klodset person og for det meste kludrer han i det, men kommer Kim til undsætning på hans egen specielle måde. Han er dog mere motorisk sej end man tror, da han besidder den mystiske abekraft. Den kommer dog kun til udtryk når han enten bliver ond som sker i nogle afsnit pga. en ondskabs regulerings maskine. Eller det virkelig brænder på.
I sidste sæson af serien er Ron tillige kæreste med Kim.